# Алики (Тасос)
 Тази статия е за селото на остров Тасос.  За селото в Катеринско вижте Алики (дем Пидна-Колиндрос).  
Алики (на гръцки: Αλυκή) е село в Гърция, дем Тасос, административна област Източна Македония и Тракия.

## География
Селището е разположено в югоизточната част на острова, на около 30 km южно от град Тасос.

## История
В Алики има археологически резерват със запазени руини от малко светилище на Аполон Архигет от класическия период, двойна базилика и други. Районът е свързан с добива на мрамор.
На австро-унгарската военна карта е отбелязано като Алии (Aliji).
Селището се появява в гръцките преброявания в 1940 година.
| Година    | 1913 | 1920 | 1928 | 1940 | 1951 | 1961 | 1971 | 1981 | 1991 | 2001 | 2011 | 2021 |
| --------- | ---- | ---- | ---- | ---- | ---- | ---- | ---- | ---- | ---- | ---- | ---- | ---- |
| Население |      |      |      | 15   | 19   | 26   | 42   | 24   | 66   | 19   | 17   | 13   |